# Pauline Ducruet
Pauline Grace Maguy Ducruet (La Colle, 4 maggio 1994) è un'ex tuffatrice monegasca, figlia di Stéphanie di Monaco e di Daniel Ducruet.
È diciottesima nella linea di successione al trono di Monaco.

## Biografia

### Infanzia
Quando aveva un anno i suoi genitori si sposarono con matrimonio civile, il 1º luglio 1995. Ha un fratello maggiore, Louis (1992), e due fratellastri, Michaël Malbouvier (1992) e Camille Gottlieb (1998).
Nel 2005 ha partecipato con suo fratello e con il padre al reality francese La Ferme Célébrités.

### Educazione
Dopo aver conseguito nel 2011 il baccalauréat letterario presso il Lycée Albert-Premier di Monaco Vecchia, ha frequentato per tre anni la sede di Parigi dell'Istituto Marangoni, diplomandosi nel 2015 in Fashion Styling e Creative Direction.
Compì anche uno stage di cinque mesi alla redazione della rivista Vogue e lavorò per altri sei mesi alla Louis Vuitton. Nel settembre 2015 a New York cominciò a studiare alla Parsons, ottenendo un Associate's degree in fashion design nel 2017.
Parla fluentemente quattro lingue.

### Carriera

#### Sport
Pauline Ducruet è una tuffatrice professionista. Nel 2010 ha rappresentato Monaco ai mondiali giovanili di tuffi di Aquisgrana, in Germania; a luglio dello stesso anno agli Europei giovanili di nuoto di Helsinki, in Finlandia.
Nell'agosto 2010 ha partecipato ai Giochi olimpici giovanili di Singapore.

#### Moda
Nel giugno del 2017 ha inaugurato una linea di abbigliamento non di genere con l'amica Maria Zarco, chiamata Altered Designs. Nel 2020 il progetto è diventato un marchio, con cui nel 2022 ha debuttato alla settimana della moda di Parigi.
Nel 2018, assieme a Lolita Abraham, Thomas Peeters e Maxime Giaccardi, ha fondato gli Influencer Awards Monaco.

## Vita privata
Dal 2011 al 2013 ha avuto una relazione con il calciatore Paul-Noël Ettori, figlio di Jean-Luc.
Dal 2019 è fidanzata con l'imprenditore Maxime Giaccardi.

## Ascendenza
|                       |                          |                                    | Genitori           |  |  | Nonni |  |  | Bisnonni |  |  | Trisnonni |  |
|                       |                          |                                    |                    |  |  |       |  |  | …        |  |  | …         |  |
|                       |                          |                                    |                    |  |  |       |  |  | …        |  |  | …         |  |
|                       |                          | …                                  |                    |  |  |       |  |  | …        |  |  |           |  |
| Henri Ducruet         |                          |                                    |                    |  |  |       |  |  | …        |  |  |           |  |
|                       |                          | …                                  | …                  |  |  |       |  |  |          |  |  |           |  |
|                       |                          | …                                  | …                  |  |  |       |  |  |          |  |  |           |  |
|                       |                          | …                                  | …                  |  |  |       |  |  |          |  |  |           |  |
| Daniel Ducruet        |                          | …                                  |                    |  |  |       |  |  |          |  |  |           |  |
|                       |                          | …                                  | …                  |  |  |       |  |  |          |  |  |           |  |
|                       |                          | …                                  | …                  |  |  |       |  |  |          |  |  |           |  |
|                       |                          | …                                  | …                  |  |  |       |  |  |          |  |  |           |  |
| Maguy Barbero         |                          | …                                  |                    |  |  |       |  |  |          |  |  |           |  |
|                       |                          | …                                  | …                  |  |  |       |  |  |          |  |  |           |  |
|                       |                          | …                                  | …                  |  |  |       |  |  |          |  |  |           |  |
|                       |                          | …                                  | …                  |  |  |       |  |  |          |  |  |           |  |
| Pauline Ducruet       |                          | …                                  |                    |  |  |       |  |  |          |  |  |           |  |
|                       | Conte Pierre de Polignac | Conte Maxence Melchior de Polignac |                    |  |  |       |  |  |          |  |  |           |  |
|                       | Conte Pierre de Polignac | Conte Maxence Melchior de Polignac |                    |  |  |       |  |  |          |  |  |           |  |
|                       | Conte Pierre de Polignac | Suzanne Marie de la Torre y Mier   |                    |  |  |       |  |  |          |  |  |           |  |
| Ranieri III di Monaco | Conte Pierre de Polignac |                                    |                    |  |  |       |  |  |          |  |  |           |  |
|                       |                          | Charlotte di Monaco                | Luigi II di Monaco |  |  |       |  |  |          |  |  |           |  |
|                       |                          | Charlotte di Monaco                | Luigi II di Monaco |  |  |       |  |  |          |  |  |           |  |
|                       |                          | Charlotte di Monaco                | Juliette Louvet    |  |  |       |  |  |          |  |  |           |  |
| Stefania di Monaco    |                          | Charlotte di Monaco                |                    |  |  |       |  |  |          |  |  |           |  |
|                       |                          | John Brendan Kelly                 | John Henry Kelly   |  |  |       |  |  |          |  |  |           |  |
|                       |                          | John Brendan Kelly                 | John Henry Kelly   |  |  |       |  |  |          |  |  |           |  |
|                       |                          | John Brendan Kelly                 | Mary Anne Costello |  |  |       |  |  |          |  |  |           |  |
| Grace Kelly           |                          | John Brendan Kelly                 |                    |  |  |       |  |  |          |  |  |           |  |
|                       |                          | Margaret Katherine Majer           | Carl Majer         |  |  |       |  |  |          |  |  |           |  |
|                       |                          | Margaret Katherine Majer           | Carl Majer         |  |  |       |  |  |          |  |  |           |  |
|                       |                          | Margaret Katherine Majer           | Margaretha Berg    |  |  |       |  |  |          |  |  |           |  |
|                       |                          | Margaret Katherine Majer           |                    |  |  |       |  |  |          |  |  |           |  |